# Gina Haspel
Gina Cheri Haspel (Ashland, 1º ottobre 1956) è un agente segreto e funzionaria statunitense, direttrice della CIA dal 21 maggio 2018 al 19 gennaio 2021 sotto l'amministrazione Trump.
È stata la prima donna nella storia a dirigere l'agenzia di intelligence USA.

## Biografia

### Servizio alla CIA
Haspel è entrata a far parte della CIA a soli 24 anni, nel 1980. Ha ricoperto nel tempo diversi incarichi all'estero come agente sotto copertura, principalmente Europa centrale, Turchia e Asia centrale.
Dall'ottobre al dicembre 2002 fu a capo di un "black site" della CIA in Thailandia nel 2002 in cui i prigionieri sarebbero stati torturati Il carcere segreto della CIA, nome in codice Cat's Eye, ospitava persone sospettate di coinvolgimento in Al-Qaeda. La prigione faceva parte del programma che costituiva l'insieme dei centri di detenzione all'estero del governo degli Stati Uniti dopo gli attacchi dell'11 settembre e usava tecniche avanzate di interrogatorio come il waterboard, considerate da molti come torture.
Secondo un ex alto ufficiale della CIA, Haspel arrivò come capo durante il waterboarding di Abd al-Rahim al-Nashiri.
Dopo il servizio in Thailandia, ha lavorato come addetta alle operazioni nel Centro antiterrorismo di Washington.
Dal 2005, Haspel è stata capo dello staff di Jose Rodriguez, direttrice del National Clandestine Service (divisione della CIA che svolge operazioni sotto copertura internazionali). 
In seguito è stata capo divisione della CIA a Londra e, nel 2011, a New York.
Nel 2013, John Brennan, allora direttore dell'intelligence nazionale durante la presidenza Obama, ha nominato Haspel direttrice del National Clandestine Service. Tuttavia, è rimasta solo tre mesi in quella posizione a causa delle critiche di coinvolgimento in attività di tortura. Il suo incarico permanente fu opposto da Dianne Feinstein e altri membri del Senato.
Il 2 febbraio 2017, il presidente Donald Trump ha nominato Haspel vicedirettrice della CIA, una posizione che non richiede la conferma del Senato. L'8 febbraio, diversi membri del comitato di intelligence del Senato hanno invitato Trump a riconsiderare la sua nomina a Haspel come vicedirettrice.

### Direttore della CIA
Il 13 marzo 2018, il presidente Donald Trump ha annunciato che avrebbe nominato Haspel come direttrice della CIA, in sostituzione di Mike Pompeo, chiamato per diventare il nuovo Segretario di Stato. Il 17 maggio 2018 è stata confermata dal Senato con 54 voti favorevoli tra cui 6 democratici e 45 contrari di cui 2 repubblicani: è dunque la prima donna a servire come direttore permanente della CIA nonostante le numerose polemiche.
Il 19 gennaio 2021 la Haspel rassegna le dimissioni, dopo 36 anni di servizio nella CIA, il 19 gennaio 2021, un giorno prima della transizione presidenziale da Trump a Joe Biden. William Burns era stato scelto da Biden l'11 gennaio per succedere ad Haspel in attesa della conferma del Senato. Burns ha prestato giuramento come nuovo direttore il 19 marzo 2021.

## Controversie
Haspel è stata criticata, in più casi, per aver usato la tortura durante la sua carriera alla CIA, e per il coinvolgimento nella distruzione di documenti di tale tortura.
Alla fine di ottobre 2002, Haspel divenne capo della base di una prigione per la tortura della CIA denominata Cat's Eye situata in Thailandia in cui i sospetti membri di al Qaeda Abd al-Rahim al-Nashiri e Abu Zubaydah sono stati detenuti e torturati con waterboarding. All'inizio di febbraio 2017, The New York Times e ProPublica hanno riferito che questi waterboarding erano entrambi condotti sotto la supervisione di Haspel. Nel marzo 2018, funzionari degli Stati Uniti dissero che Haspel non era coinvolta nella tortura di Zubaydah, poiché divenne capo della base solo dopo la tortura di Zubaydah. ProPublica e The New York Times hanno pubblicato correzioni ai loro articoli evidenziando però che Haspel era coinvolta direttamente nella tortura di al-Nashiri.
Haspel è inoltre accusata della distruzione di videocassette degli interrogatori che mostravano la tortura dei detenuti sia nel sito che gestiva in Thailandia, sia in altre sedi dell'agenzia. È stata definita come una esperta di torture dal comitato editoriale del New York Times e accusata di crimini di guerra.
Il 17 dicembre 2014, il Centro europeo per i diritti costituzionali e umani (ECCHR) ha sporto accuse penali contro gli agenti della CIA, dopo che il comitato di selezione del Senato degli Stati Uniti ha pubblicato il suo rapporto sulla tortura da parte delle agenzie di intelligence statunitensi. Il 7 giugno 2017, la ECCHR ha invitato il Procuratore generale della Germania a emettere un mandato di arresto nei confronti di Haspel per aver supervisionato alla tortura di sospetti terroristi. L'accusa contro di lei è centrata sul caso del cittadino saudita Abu Zubaydah. Jameel Jaffer dell'American Civil Liberties Union ha definito Haspel "una vera criminale di guerra".
Il 7 giugno 2017, Il Centro europeo per i diritti costituzionali e umani ha invitato il Procuratore generale della Germania a emettere un mandato di arresto nei confronti di Haspel per aver supervisionato alla tortura di sospetti terroristi.

## Vita privata
Si è sposata nel 1976 con Jeff Haspel, che ha servito nell'esercito degli Stati Uniti. I due hanno divorziato nel 1985.